# آناهید (اسطوره ارمنی)

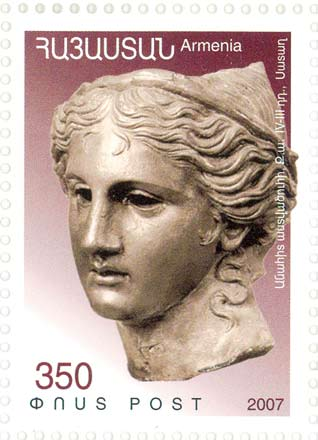
آناهید

آناهید (اسطوره اارمنی) ایزد بانوی باروری، رونق‌بخش میوه‌ها و همچنین زایمان بوده و هشیارترین مادر و نماد بهترین ارزش‌ها و از ارجمندترین الهه‌ها به‌شمار می‌رفت. دارای لقب‌هایی چون حیات‌بخش و افتخار ملت ارمنی، حامی و پشتیبان الهه عشق و آب و باروری نیز بوده است. معبد اصلی او در یرزنکا و معبد دیگر آن در شهر آرتاشات قرار داشت. پرستش آناهید تحت تأثیر فرهنگ ایرانی وارد ارمنستان شد. معنای لغوی آناهید (پاک و بی‌نقص) است.

## تاریخ
شاه «یرواند» پادشاه دودمان یرواندی مجسمه آناهید را به معبدی که در رود آخوریان در نزدیکی باگاران قرار داشت منتقل کرد، و نیز آرتاشس یکم آن مجسمه را از آنجا به پایتخت خود یعنی آرتاشات برد.
پیرامون معابد رمه‌هایی از گوساله‌های ماده سه‌ساله که به آناهید اهدا شده بود، می‌چریدند و بر پیشانی آن‌ها علامتی به شکل مشعل، داغ کرده بودند که به نشانه قربانی مقدس بوده است. صدها مرد و زن به عنوان خادمان معبد به معبدها هدیه می‌شدند که «اهداییان مقدس» یا «مقدس‌پرستان» نامیده می‌شده‌اند.
در گاه‌شماری باستانی ارمنی نوزدهمین روز هر ماه آناهید نامیده می‌شد.
جشن‌های مربوط به آناهید در سال دو بار انجام می‌شد، یکی در اوایل ماه آوریل و دیگری در پایان تابستان یا آغاز پاییز، مطابق با تاریخ قدیم ارمنی یعنی پانزدهم «ناواسارد» و این جشن چند روزی ادامه داشت. در این جشن‌ها زائران تاج‌های بافته‌شده از شاخه‌های تازه را به معبد تقدیم می‌کردند. تمام این مراسم نشانگر آن است که ایزدبانو آناهید ایزد ثمره‌بخش محصولات و باروری نسل‌های انسانی و حامی آنان بوده است که این خصایص مخصوص تمام ایزدبانوان مادر است. پرستش‌های مربوط به آناهید، برگرفته از پرستش‌های ایزدبانوان مشرق‌زمین بود که با خصایص آناهید ایرانی، یکی شد و در سرزمین ارمنستان قدرت و اهمیت فوق‌العاده یافته بود و به واسطه و اهمیت پرستش از سرحدات ارمنستان نیز فراتر رفت و در کشورهای گوناگون آسیای صغیر جای خود را پیدا کرده بود.